# Кардецкий, Валерий Яковлевич
Вале́рий Я́ковлевич Ка́рдецкий (укр. Валерій Якович Кардецький; род. 23 апреля 1968, Тирасполь) — украинский футболист, вратарь, чемпион и обладатель Кубка Украины по мини-футболу.

## Достижения
- Чемпион Украины: 1997/98, 2000/01
- Обладатель Кубка Украины: 1998, 2002
- Серебряный призёр чемпионата Казахстана